# Ishihara Daisuke
Daisuke Ishihara (sinh ngày 9 tháng 12 năm 1971) là một cầu thủ bóng đá người Nhật Bản.

## Sự nghiệp câu lạc bộ
Daisuke Ishihara đã từng chơi cho Ventforet Kofu.